# 1528 en santé et médecine
| Années de la santé et de la médecine : 1525 - 1526 - 1527 - 1528 - 1529 - 1530 - 1531    |
| Décennies de la santé et de la médecine : 1490 - 1500 - 1510 - 1520 - 1530 - 1540 - 1550 |

## Divers
- Johann Stocker († 1583), médecin à Ulm, réalise des obturations dentaires à l’aide d’un  amalgame qui, selon ce qu'il affirme dans sa Praxis Aurea, « durcit comme la pierre dans un trou de la dent[1] ».
- L'Angleterre et les Flandres sont touchées par une épidémie de suette (sweating sickness) qui, à partir du mois de juillet de l'année suivante 1529, se répandra depuis Hambourg sur une grande partie de l'Europe[2],[3].

## Fondations
- « L’implantation médicale sur le site du Val de Grâce débute en 1528 avec le docteur [Jean] Chapelain [† 1569], médecin de [Louise de Savoie,] la mère de François Ier[4] ».
- Le grand hôpital de Lausanne, fondé en 1282 par Guillaume de Champvent[5], passe sous l'autorité des bourgeois de la ville[6].
- Une aumônerie ou maison-Dieu est attestée hors les murs de Bressuire, en Poitou, sur l'actuel boulevard du Guédeau[7].

## Publications
- Parution à Lyon de l'Opusculum perutile de curatione morbi Gallici, traité sur la syphilis du médecin espagnol Juan Almenar (es) (XVe siècle[8]).
- Les successeurs d'Alde font paraître en un volume les traités médicaux de Celse (29 av. J.-C. – 37) et de Quintus Serenus († 212[9]).
- Symphorien Champier fait paraître sa Symphonia Galeni ad Hippocratem, Cornelii Celsi ad Avicennam[10], « court texte d'une quarantaine de pages limitées à la médecine [et issues d'une] refonte de sa Symphonia Platonis cum Aristotele et Galeni cum Hippocrate de 1516[11] ».
- Première édition des œuvres de Paul d'Égine (625-690) sur les presses aldines[12].
- Joannes Rivirius, élève de Symphorien Champier (1471-1539), donne à Lyon une sixième édition latine des œuvres de Galien[13],[14].
- Sous le titre de Kleyne Wundartznei des hochberümpten Lanfranc, Christian Egenolff publie la traduction allemande, par Otto Brunfels (1488-1534), de la Chirurgia parva de Lanfranc de Milan († 1306[15]).
- Première édition, par les soins de Jean Ruel (1474-1537), des Compositiones de Scribonius Largus († vers 50 av. J.-C.), imprimées à Paris par Simon Du Bois pour Chrétien Wechel, à la suite de la Médecine de Celse (29 av. J.-C. – 37[16]).
- Parution à Lyon du De curatione morbi quem Itali Gallicum vocant, traité sur la syphilis du médecin et humaniste italien Nicolas Léonicène  (1428-1524[8]).
- Première édition, chez Thomas Berthelet (en) à Londres, de la traduction anglaise par Thomas Paynell (en) (fl. 1528-1567) du Regimen sanitatis Salerni[17].
- Publication, à Faenza, d'un Consiglio utile e modo da conservare e curare il morbo pestilentioso, traité de peste de Francisco de la Torre, Premier médecin de la ville de Ravenne[18].
- Dans la controverse sur le traitement de la pleurésie, Andrea Turini (1473-c.1550) publie à Paris, chez Josse Bade, son De vena in curatione pleuritidos incidenda (« De la saignée dans le traitement de la pleurésie »), où il défend la saignée « dérivative », selon la méthode arabe, contre les partisans d'Hippocrate et de la saignée « révulsive », comme Pierre Brissot (1478-1522) ou Giovanni Manardo (1462-1536[19],[20]).
- Parution du De urinae significatione, un des extraits édités par le médecin et imprimeur Heinrich Sybold entre 1528 et 1530 de la partie médicale du De expetendis et fugiendis rebus de Giorgio Valla (1447-1500[21],[22]).
- Vers 1528 ?[23] : sous le titre d'Expérience et approbation touchant la médecine du bois dit guaiacum[24], Jean Chéradame  donne sa traduction française du De guaiaci medicina et morbo gallico (1521) d'Ulrich von Hutten (1488-1523), ouvrage sur la syphilis et son traitement par le bois de gaïac.

## Personnalité
- 1528-1567 : fl. Thomas Paynell (en), traducteur du latin en anglais de divers ouvrages, dont au moins trois concernent la médecine : le Regimen sanitatis Salerni (1528), le De morbo gallico, d'Ulrich von Hutten (1533) et A Much Profitable Treatise Against the Pestilence (1534[17]).

## Naissances
- Adam von Bodenstein (en) (mort en 1577), médecin et alchimiste paracelsien suisse[25].
- Anuce Foës (mort en 1595), médecin et helléniste messin, traducteur et éditeur des œuvres complètes d'Hippocrate[26],[27].
- Adam Lonitzer (mort en 1586), botaniste, naturaliste et médecin allemand[26],[28].
- Johann Rheinlandt (de) (mort en 1589),  chimiste et théologien allemand[29], auteur de plusieurs traités de chimie médicale rassemblés en un volume à titre posthume (en 1635) dans une édition latine intitulée Opera chymiatrica[30].
- Johann Jakob Wecker (mort en 1586), médecin et philosophe suisse[31],[32].
- 1525 ou 1528 : Joan Thomas Porcell (mort en 1583 ou 1590), médecin, anatomiste et épidémiologiste sarde, actif à Saragosse pendant la peste de 1564[33].

## Décès
- Bernardino Speroni (né à une date inconnue), professeur de médecine à Padoue, archiatre du pape Léon X, et père de l'écrivain et philosophe humaniste Sperone Speroni[34],[35].
- Vers 1528 : Antonio Gazio (hu) (né vers 1461), médecin à la cour de Pologne[36], auteur d'un régime de santé intitulé Florida corona (la « couronne fleurie »), imprimé pour la première fois à Venise en 1491 chez Giovanni et Gregorio De Gregori[37].